# National Premier League 2023-2024
La National Premier League 2023-2024, anche nota come Red Stripe Premier League 2023-2024 per ragioni di sponsorizzazione, è stata la cinquantesima edizione della massima serie del campionato giamaicano di calcio. Il campionato è iniziato il 22 ottobre 2023 e si è concluso il 19 maggio 2024.
Il Mount Pleasant è la squadra campione in carica, avendo conquistato il suo primo titolo nazionale nella stagione 2022-2023. Il Cavalier ha vinto il titolo, laureandosi campione per la terza volta nella sua storia. 

## Stagione

### Novità
Dal campionato 2022-2023 sono retrocessi Faulkland e Chapelton Maroons, ultime due classificate della stagione regolare. Al loro posto sono state promosse Benfica e Treasure Beach, con quest'ultimo al suo debutto nella massima serie.

### Formula
Le 14 squadre partecipanti giocano un girone di andata e ritorno, per un totale di 26 giornate. Al termine della stagione regolare, le prime 6 classificate si qualificano per i play-off, che con tre turni ad eliminazione diretta con gare di andata e ritorno decretano la squadra campione di Giamaica e qualificata alle competizioni CONCACAF. Le prime due classificate della stagione regolare sono automaticamente qualificati per le semifinali, mentre le squadre dal terzo al sesto posto giocano il primo turno, dal quale escono le altre due semifinaliste.
Le ultime due classificate della stagione regolare sono invece retrocesse nelle divisioni inferiori.

## Squadre partecipanti
| Club            | Città           | Stagione precedente                                     |
| --------------- | --------------- | ------------------------------------------------------- |
| Arnett Gardens  | Kingston        | 1° in National Premier League - Semifinali dei Play-off |
| Benfica         | Saint Ann's Bay | Serie inferiori                                         |
| Cavalier        | Saint Ann's Bay | 2° in National Premier League - Finale dei Play-off     |
| Dunbeholden     | Dunbeholden     | 6° in National Premier League - 1º Turno dei Play-off   |
| Harbour View    | Kingston        | 4° in National Premier League - Semifinali dei Play-off |
| Humble Lions    | May Pen         | 5° in National Premier League - 1º Turno dei Play-off   |
| Molynes United  | Kingston        | 9° in National Premier League                           |
| Montego Bay Utd | Montego Bay     | 10° in National Premier League                          |
| Mount Pleasant  | Kingston        | 3° in National Premier League - Campione di Giamaica    |
| Portmore Utd    | Portmore        | 7° in National Premier League                           |
| Tivoli Gardens  | Kingston        | 11° in National Premier League                          |
| Treasure Beach  | Black River     | Serie inferiori                                         |
| Vere United     | May Pen         | 12° in National Premier League                          |
| Waterhouse      | Kingston        | 8° in National Premier League                           |

## Classifica

### Stagione regolare
|  | Pos. | Squadra         | Pt | G  | V  | N  | P  | GF | GS | DR  |
|  | ---- | --------------- | -- | -- | -- | -- | -- | -- | -- | --- |
|  | 1.   | Mount Pleasant  | 59 | 26 | 18 | 5  | 3  | 37 | 15 | +22 |
|  | 2.   | Cavalier        | 54 | 26 | 16 | 6  | 4  | 48 | 17 | +31 |
|  | 3.   | Tivoli Gardens  | 51 | 26 | 15 | 6  | 5  | 51 | 23 | +28 |
|  | 4.   | Portmore Utd    | 49 | 26 | 13 | 10 | 3  | 37 | 16 | +21 |
|  | 5.   | Arnett Gardens  | 49 | 26 | 14 | 7  | 5  | 44 | 24 | +20 |
|  | 6.   | Waterhouse      | 43 | 26 | 12 | 7  | 7  | 38 | 22 | +16 |
|  | 7.   | Montego Bay Utd | 43 | 26 | 12 | 7  | 7  | 39 | 29 | +10 |
|  | 8.   | Dunbeholden     | 37 | 26 | 10 | 7  | 9  | 34 | 33 | +1  |
|  | 9.   | Vere United     | 27 | 26 | 7  | 6  | 13 | 27 | 36 | -9  |
|  | 10.  | Humble Lions    | 25 | 26 | 7  | 4  | 15 | 30 | 47 | -17 |
|  | 11.  | Molynes United  | 23 | 26 | 5  | 8  | 13 | 29 | 55 | -26 |
|  | 12.  | Harbour View    | 22 | 26 | 5  | 7  | 14 | 32 | 39 | -7  |
|  | 13.  | Treasure Beach  | 13 | 26 | 3  | 4  | 19 | 17 | 52 | -35 |
|  | 14.  | Benfica         | 7  | 26 | 1  | 4  | 21 | 14 | 69 | -55 |

Legenda:
      Ammessa ai Play-off.
 Retrocessione diretta.

## Play-off

### Primo turno
| Squadra 1      | Totale | Squadra 2      | Andata | Ritorno |
| -------------- | ------ | -------------- | ------ | ------- |
| Tivoli Gardens | 1 - 3  | Waterhouse     | 1 - 1  | 2 - 0   |
| Portmore Utd   | 1 - 2  | Arnett Gardens | 1 - 1  | 0 - 1   |

### Semifinali
| Squadra 1  | Totale | Squadra 2      | Andata | Ritorno |
| ---------- | ------ | -------------- | ------ | ------- |
| Cavalier   | 4 - 2  | Arnett Gardens | 1 - 1  | 3 - 1   |
| Waterhouse | 2 - 3  | Mount Pleasant | 1 - 1  | 1 - 2   |

### Finale
| Kingston 20 maggio 2024, ore 19:30 UTC-5     | Mount Pleasant       | 1 – 1 (d.t.s.) referto | Cavalier | Independence Park |
| \| \| \| \| \| \| Tiri di rigore 3 – 4 \| \| |                      |                        |          |                   |
|                                              |                      |                        |          |                   |
|                                              | Tiri di rigore 3 – 4 |                        |          |                   |